# Алоја
Алоја (Aloë) је род биљака из фамилије Asphodelaceae. Ово је род зељастих или дрвенастих биљака које могу достићи висину и до 20 m. Стабло им је просто или рачвасто гранато. Лишће им је розетасто, листови меснати и најчешће трнолико назубљени. Код овог рода цветови су цевасти, најчешће живих боја, сложени у гроздасте или класолике цвати. Лист садржи безбојну и безмирисну слуз и један жут, горак сок. Род алоје има око 170–400 врста, углавном у пределима жарке климе. Најпознатији представник овог рода је обична алоја (Aloë vera).
Најпознатија врста је Aloe vera, или „истинска алоја“. Тако се назива зато што се гаји као стандардна сировина за разне фармацеутске сврхе. Друге врсте, као што је Aloe ferox, такође се узгајају или прикупљају из дивљине за сличне примене.